# Ли Минхёк
Ли Мин Хёк (кор. 이민혁, род. 3 ноября 1993 года) — южнокорейский певец и MC. Он является участником мужской группы Monsta X.

## Карьера

### 2015—2018: Monsta X и начало карьеры
В 2015 году он дебютировал в составе Monsta X с их первым EP Trespass. В марте 2017 года группа выпустила свой первый студийный альбом The Clan Pt. 2.5: The Final Chapter. В апреле 2018 года последовал японский дебют, а в феврале 2020 года — первый англоязычный альбом группы.
На втором студийном альбоме Monsta X Take.1 Are You There? Минхёк является автором песни «널하다».

### 2019 — настоящее время: Роли MC и сольная работа
В июне 2019 года он выпустил микстейп-сингл «옹심이» («Ongsimi»), а музыкальное видео было выпущено на странице Starship Entertainment на YouTube. В сингле участвовал участник группы Чжухон, и Минхёк описал его как «EDM Hip Trot»
В конце 2019 и в 2020 году Минхёк начал расширять свою индивидуальную деятельность. В октябре он стал одним из трех MC на шоу Inkigayo канала SBS вместе с Наын из April и Джэхёном из NCT, ведя шоу еженедельно каждое воскресенье
Для шестого студийного альбома Monsta X «All About Luv» Минхёк стал автором и композитором трех треков.
В июле 2020 года Минхёк запустил Vogue Ship Show на Naver Now, еженедельное радиошоу, которое фокусируется на создании искусства и общении с поклонниками. В большинстве эпизодов принимают участие гости, обычно другие айдолы, включая участников g.o.d.,коллеги по лейблу, такие как Чон Се Вон и участники Cravity, а также товарищи по группе Monsta X. В августе Минхёк был объявлен MC в новой программе KT Seezn «Back to the Idol» вместе с Ынхёком из Super Junior.
В августе было объявлено, что Минхёк примет участие в саундтреке к фильму «She’s My Type», выпущенному компанией Daum. Песня под названием «Have a Goodnight» была выпущена 11 сентября в дуэте с участником группы Шону.
В ноябре Минхёк появился на шоу King of Mask Singer под псевдонимом «Baepsae», выиграв первые два раунда, но проиграв в третьем
В июне 2021 года Минхёк и Хёнвон были выбраны в качестве новых моделей для Youtube-канала INSSAOPPA G [인싸오빠]. Они будут перевоплощаться в разных «суб-персонажей» для каждого эпизода, чтобы представить последние тенденции и товары глобального магазина Gmarket в развлекательном формате.
В июле Минхёк стал глобальным послом компании Evian. Минхёк и Шону также появились в W Korea, рекламируя премиальный бренд багажей RIMOWA. Он также присоединился к актёрскому составу предстоящего эстрадного шоу Our Neighborhood Class в качестве самого молодого участника. Это шоу посвящено «преображению» районов по всей стране. Кроме того, Минхёк и Ынхёк вернутся в качестве MC в шоу Back to the Idol 2, которое выйдет в эфир в середине августа.
В августе Минхёк был выбран корейской музой глобального бренда Champion и примет участие в фотосессии FW 2021 года